# Fluoroacétate de sodium
Le fluoroacétate de sodium, aussi connu sous son nom commercial, le 1080 (ce nom est son numéro dans le catalogue des poisons et est devenu son nom commercial) est un composé organo-fluoré de formule FCH2CO2Na. C'est un sel incolore qui est utilisé comme poison métabolique. Il est naturellement présent dans de nombreuses plantes, jouant le rôle de métabolite anti-herbivore, mais est aussi synthétisé, notamment à partir de l'acide fluoroacétique.

## Histoire
L'action rodenticide du fluoroacétate de sodium a été rapportée pour la première fois en 1942. Il est depuis utilisé à cet effet, mais son utilisation a chuté depuis qu'il a été banni dans un certain nombre de pays.

## Caractéristiques
Le fluoroacétate de sodium se présente sous la forme d'une poudre incolore et inodore, facilement soluble dans l'eau. Son point de fusion est de 200 °C.

## Occurrence naturelle

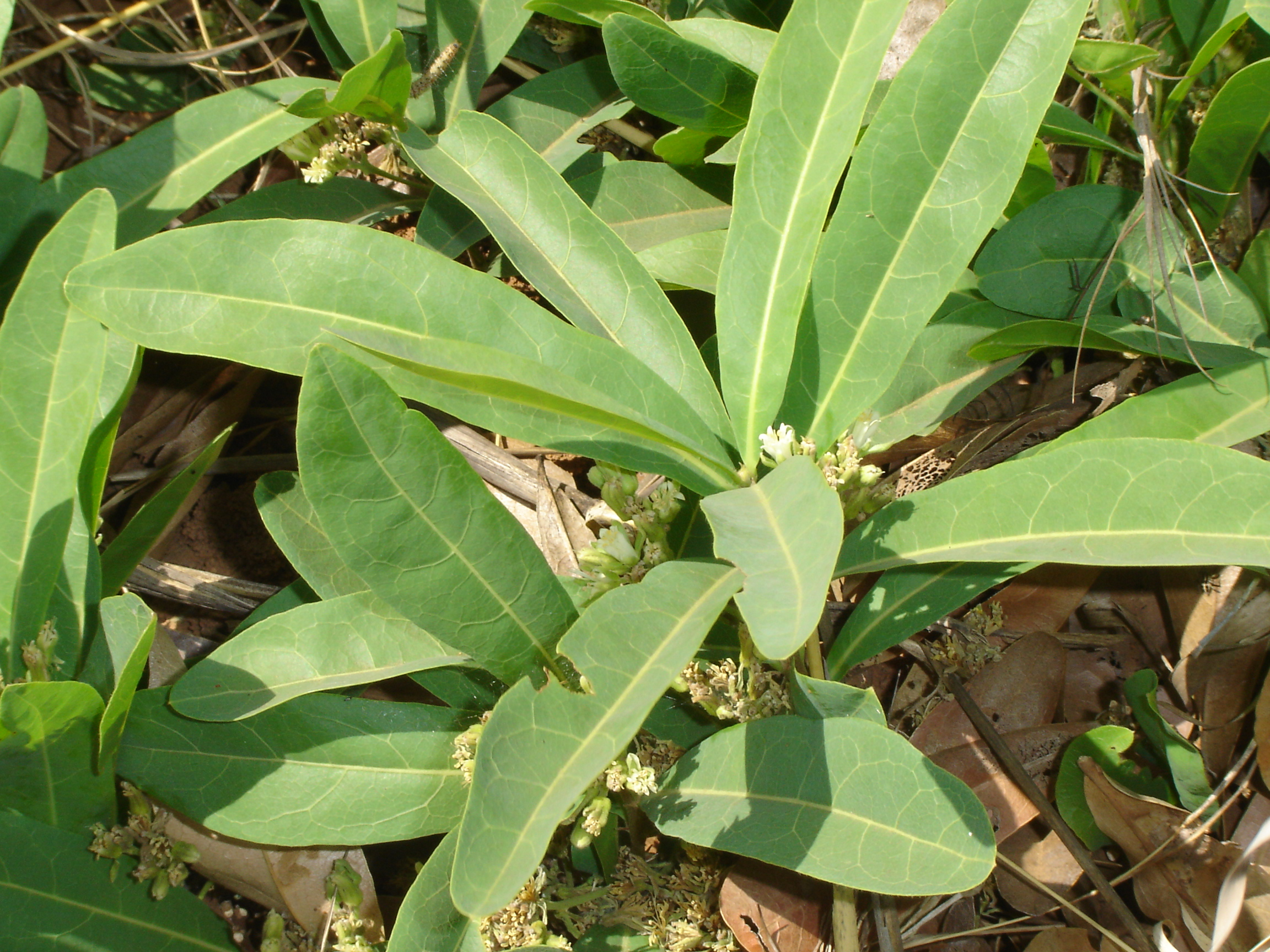
Dichapetalum cymosum.

Le fluoroacétate de sodium est naturellement présent dans au moins 40 plantes d'Australie, d'Amérique du Sud et d'Afrique. Il a été identifié la première fois dans la feuille toxique de Dichapetalum cymosum par Marais en 1944,. Dès 1904, des colons au Sierra Leone ont utilisé des extraits de Chailletia toxicaria qui contient de l'acide fluoroacétique ou ses sels comme raticide,. On pense que ce composé est également présent dans les feuilles de thé, en très faible quantité. En Australie,  les plantes contenant cette toxine comprennent le genre de pois australiens Gastrolobium (« poison peas »), mais aussi des plantes des genres Gompholobium, Oxylobium, Nemcia et Acacia. La présence de telles plantes a souvent forcé les  fermiers de l'Australie occidentale à « décaper » leurs champs, c'est-à-dire à retirer la couche supérieure du sol et toutes les graines de poison peas qu'elle pourrait contenir, pour la remplacer par une nouvelle couche apportée d'ailleurs et vierge de poison avant de faire pousser leurs semences.

## Synthèse
Il est possible de synthétiser le fluoroacétate de sodium en faisant réagir le chloroacétate de sodium avec le fluorure de potassium :
{\displaystyle \mathrm {CH_{2}ClCOONa+KF\longrightarrow CH_{2}FCOONa+KCl} }
Il est également relativement simple de le synthétiser à partir de l'acide fluoroacétique, en faisant réagir ce dernier avec un sel de sodium comme l'hydroxyde de sodium :
{\displaystyle \mathrm {NaOH+CH_{2}FCOOH\longrightarrow CH_{2}FCOONa+H_{2}O} }
le carbonate de sodium :
{\displaystyle \mathrm {Na_{2}CO_{3}+2\ CH_{2}FCOOH\longrightarrow \ } } {\displaystyle \mathrm {2\ CH_{2}FCOONa+CO_{2}+H_{2}O} }
ou encore l'hydrogénocarbonate de sodium :
{\displaystyle \mathrm {NaHCO_{3}+CH_{2}FCOOH\longrightarrow \ } } {\displaystyle \mathrm {\ CH_{2}FCOONa+CO_{2}+H_{2}O} }